# Froment-Meurice
Mme Froment-Meurice va ser una jugadora de golf francesa que va competir a cavall del segle xix i el segle xx. El 1900 va prendre part en els Jocs Olímpics de París, on va disputar la prova individual femenina de golf, que finalitzà en quarta posició.